# Filmografija Marilyn Monroe

## Filmografija i honorari
| Godina | Film                        | Uloga                                         | Honorar                                    | Prilagođeno inflaciji (2007.)                       |
| ------ | --------------------------- | --------------------------------------------- | ------------------------------------------ | --------------------------------------------------- |
| 1947.  | Opasne godine               | Evie                                          |                                            |                                                     |
| 1947.  | Scudda Hoo! Scudda Hay!     | Djevojka u kanuu/Djevojka na izlasku iz crkve | $150 tjedno                                | $1400 tjedno                                        |
| 1947.  | Zelena trava Wyominga       |                                               |                                            |                                                     |
| 1947.  | Dame iz zbora               | Peggy Martin                                  |                                            |                                                     |
| 1949.  | Love Happy                  | Grunionova klijentica                         |                                            |                                                     |
| 1950.  | A Ticket to Tomahawk        | Clara                                         |                                            |                                                     |
| 1950.  | Džungla na asfaltu          | Angela Phinlay                                | $1.050                                     | $9.100                                              |
| 1950.  | Fireball                    | Polly                                         |                                            |                                                     |
| 1950.  | Sve o Evi                   | Gđica. Caswell                                | $500 tjedno                                | $4.300 tjedno                                       |
| 1950.  | Right Cross                 | Dusky Ledoux                                  |                                            |                                                     |
| 1951.  | Priča iz rodnog grada       | Iris Martin                                   |                                            |                                                     |
| 1951.  | Mlad koliko se osjećaš      | Harriet                                       |                                            |                                                     |
| 1951.  | Ljubavno gnijezdo           | Roberta 'Bobby' Stevens                       |                                            |                                                     |
| 1951.  | Let's Make It Legal         | Joyce Mannering                               |                                            |                                                     |
| 1952.  | Noćni sudar                 | Peggy                                         |                                            |                                                     |
| 1952.  | Nismo vjenčani!             | Annabel Jones Norris                          | $750 tjedno                                | $5.900 tjedno                                       |
| 1952.  | Ne moraš kucati             | Nell Forbes                                   |                                            |                                                     |
| 1952.  | Majmunska posla             | Gđica. Lois Laurel                            |                                            |                                                     |
| 1952.  | O. Henry's Full House       | Prolaznica                                    |                                            |                                                     |
| 1953.  | Niagara                     | Rose Loomis                                   |                                            |                                                     |
| 1953.  | Muškarci više vole plavuše  | Lorelei Lee                                   | $1.250 tjedno                              | $9.800                                              |
| 1953.  | Kako se udati za milijunaša | Pola Debevoise                                |                                            |                                                     |
| 1954.  | Rijeka bez povratka         | Kay Weston                                    |                                            |                                                     |
| 1954.  | Nema biznisa do šoubiznisa  | Vicky Hoffman/Vicky Parker                    |                                            |                                                     |
| 1955.  | Sedam godina vjernosti      | Djevojka                                      | $1.500 tjedno                              | $12.000 tjedno                                      |
| 1956.  | Autobusna stanica           | Cherie                                        |                                            |                                                     |
| 1957.  | Princ i plesačica           | Elsie Marina                                  |                                            |                                                     |
| 1959.  | Neki to vole vruće          | Sugar Cane Kowalczyk                          | $200.000 plus 10% zarade preko $4 milijuna | $1,400.000 +10% profita od preko 29 milijuna dolara |
| 1960.  | Volimo se                   | Amanda Dell                                   |                                            |                                                     |
| 1961.  | Neprilagođeni               | Roslyn Taber                                  | $250.000                                   | $1.700.000                                          |
| 1962.  | Something's Got to Give     | Ellen Wagstaff Arden                          | $100.000                                   | $690.000                                            |